# 黃金現貨
黃金現貨，又被稱為現貨黃金、倫敦金或者國際金，是一種金融衍生產品。其價格亦代表目前實物黃金的價格。曾經有專家稱為世界第一大股票，每日流動金額達30000億。與黃金期貨相對。

## 價格制定
現貨黃金的歷史可以追溯到罗斯柴尔德家族，羅斯柴爾德家族曾經是掌握黃金標價權的家族，其後的美國亦曾一度因布雷頓森林體系而定價黃金（35美元兌1盎司黃金）。但目前的現貨黃金價格（或簡稱黃金價格、金價）則由四大金商（即英國匯豐銀行、加拿大楓葉銀行、美國共和銀行、洛希爾投資銀行）共同商討制定。價格單位為美元/盎司。

## 交易規則
現貨黃金的交易是即時買賣（T+0模式），由亞洲市場、歐洲市場以及美洲市場三大市場構成24小時交易時間。其每日流動金額達到三萬億（與外匯一樣）。與期貨一樣，可以買升亦可以買跌，並且有槓桿系統作為調節（具體槓桿視不同交易場所而定）。

## 交易場所

### 香港
香港貴金屬交易場是大中華地區最早的稀貴金屬交易場所，成立於1909年，目前以港元/兩作為交易單位（報價單位），因此又稱為香港金（簡稱港金）
金銀業貿易場（The Chinese Gold and Silver Exchange Society）是香港金與銀等貴金屬的交易場所。
香港金銀業貿易場  成立於1910年，當時稱為〔金銀業行〕，直至第一次世界大戰後（1918年）才正式定名〔金銀業貿易場〕及登記立案。
香港金銀業貿易場現時行員會籍章程限制為192間，現有行員171，其中30間同時是標準金集團成員。場內所有行員均在香港成立，行員必須以公司登記，組織上可以是獨資、合夥和有限公司三類。
由於行員數目有所限制，要加入為本場行員，只能通過會籍轉讓方式，所有會籍轉讓須向理監事會申請，經過審查批准才能成為行員。

### 中国大陆
大陸地區目前由上海黃金交易所負責經營，雖然有自己的一套報價系統，但受到國際金價影響。槓桿為6.7倍。而天津貴金屬交易所則原為12.5倍，曾經一度調升至5倍，但目前該所被限定只能進行現貨白銀交易。

### 英國
- 倫敦金

### 美國
紐約黃金交易所